# Echinozone spinosa
Echinozone spinosa là một loài chân đều trong họ Munnopsidae. Loài này được Hodgson miêu tả khoa học năm 1902.